# Hemigaster bakeri
Hemigaster bakeri là một loài tò vò trong họ Ichneumonidae.